# آبراهام دووری
آبراهام دووری (انگلیسی: Abram Duryée; ۲۹ آوریل ۱۸۱۵ – ۲۷ سپتامبر ۱۸۹۰) فرد نظامی اهل ایالات متحده آمریکا بود.